# Ali-Bab
Ali-Bab er pseudonym for Henri Babinski (2. november 1855 i Paris – 20. august 1931) var en fransk mineingeniør og forfatter.
Han udgav kogebogen Gastronomie pratique fra 1907. Kogebogen udkom i Danmark i 1944 under titlen Gastronomisk Haandbog, kulinariske Studier.
Han er bror til lægen Joseph Babinski. 